# Pedro Diaz (patacho)
Patacho de Pedro Diaz é uma embarcação de pequena tonelagem, cujo mestre e armador era Pedro Diaz, natural de Huelva, que se julga ter afundado nas proximidades da praia do Martinhal, concelho de Vila do Bispo, Portugal em 1608.

## História
O navio ancorou na Enseada da Baleeira para efectuar aguada, aquando o seu regresso da embarcação à Europa proveniente do Brasil. Durante uma tempestade o mesmo acabou sendo arrastado para baixa profundidade e naufragou. Sobreviveram tripulantes inclusive o armador, mas o navio e carga foram dados como perdidos. Este dados são revelados por documentos existentes no Arquivo Nacional da Torre do Tombo e no Arquivo General de Índias.

## Patacho uma tipologia desconhecida
Sobre o conhecimento naval existe uma abundância de informações, incluindo contas pessoais dos viajantes e exploradores da Europa pós-medieval. Como o diário de bordo de Christopher Colombo, por exemplo, preservado e disponível para estudo. As crónicas de Antonio Pigafetta, o cronista italiano que acompanhou Ferdinand Magellan na sua circum-navegação, que sobrevive em numerosas edições. Outras notas e diários existentes fornecem detalhes de inúmeras viagens de reconhecimento. Mas apesar da sobrevivência destas notas de campo, muitas vezes em primeira mão, há uma decepcionante escassez de informações sobre as reais capacidades dos navios utilizados. Mais ainda, não obstante Portugal e Espanha possuírem a maior colecção de tratados de construção naval da Idade Moderna , encontram-se ambas as nações desfalcadas da maioria da documentação técnica que devia estar associada à construção naval. Como resultado, sabe-se mais sobre a construção de uma barca egípcia com 5 milénios de antiguidade que sobre a maioria das embarcações utilizadas pelas nações Ibéricas entre os séculos XV a XVII.
Apesar de ser de origem um pouco mais tardia do que os navios iniciais da expansão, como o caso da Caravela, o patacho representa uma classe de embarcações pouco estudada, navios de tonelagem média largamente utilizados na época.
Assim, o conhecimento actual deste tipo de embarcação, na historiografia portuguesa, encontra-se resumido de uma forma exemplar por Contente Domingues :
É interessante salientar que a maioria das jazidas arqueológicas, Mollasses Reef, Corpo Santo, Ria de Aveiro A, Cais do Sodré, Nossa Senhora dos Mártires, Lomelina, Angra D, em conjunção com as fontes históricas, tem permitido reconhecer uma tipologia construtiva ibérico-atlântica . Porém das jazidas arqueologicas conhecidas , até a data, nenhuma aparenta ser de um patacho.

## Missões no terreno
Em Maio de 2000, em resposta a uma declaração oficial de achado referente à localização de achados isolados na Enseada da Baleeira, dirigiu-se ao local uma equipa do Centro Nacional de Arqueologia Náutica e Subaquática. Durante dois dias a equipa efectuou prospecções em corredor, baseados nas coordenadas entregues pelo achador. Dessa missão não resultou nenhum testemunho arqueológico.
No verão de 2007, pesquisas nos arquivos nacionais de Portugal e Espanha, revelaram a ocorrência de um naufrágio de um Patacho em 1608 na baía do Martinhal. Este evento poderá estar relacionado ou não com o avistamento de artilharia previamente mencionado, porque além do patacho existem registros de perdas de outras embarcações na baía. Seguidamente foi efectuado um inquérito preliminar no litoral do Martinhal, em busca de indícios etnográficos e materiais do patacho.
Entre 2012 a 2013 uma equipa conjunta do Institute of Nautical Archaeology e do Centro de História de Além-Mar desenvolveu quatro missões para localizar património cultural subaquatico. As missões resultaram na descoberta de diversos património e estações arqueologicas que se encontram em estudo pela equipa.